# St. Johannes (Bürgel)

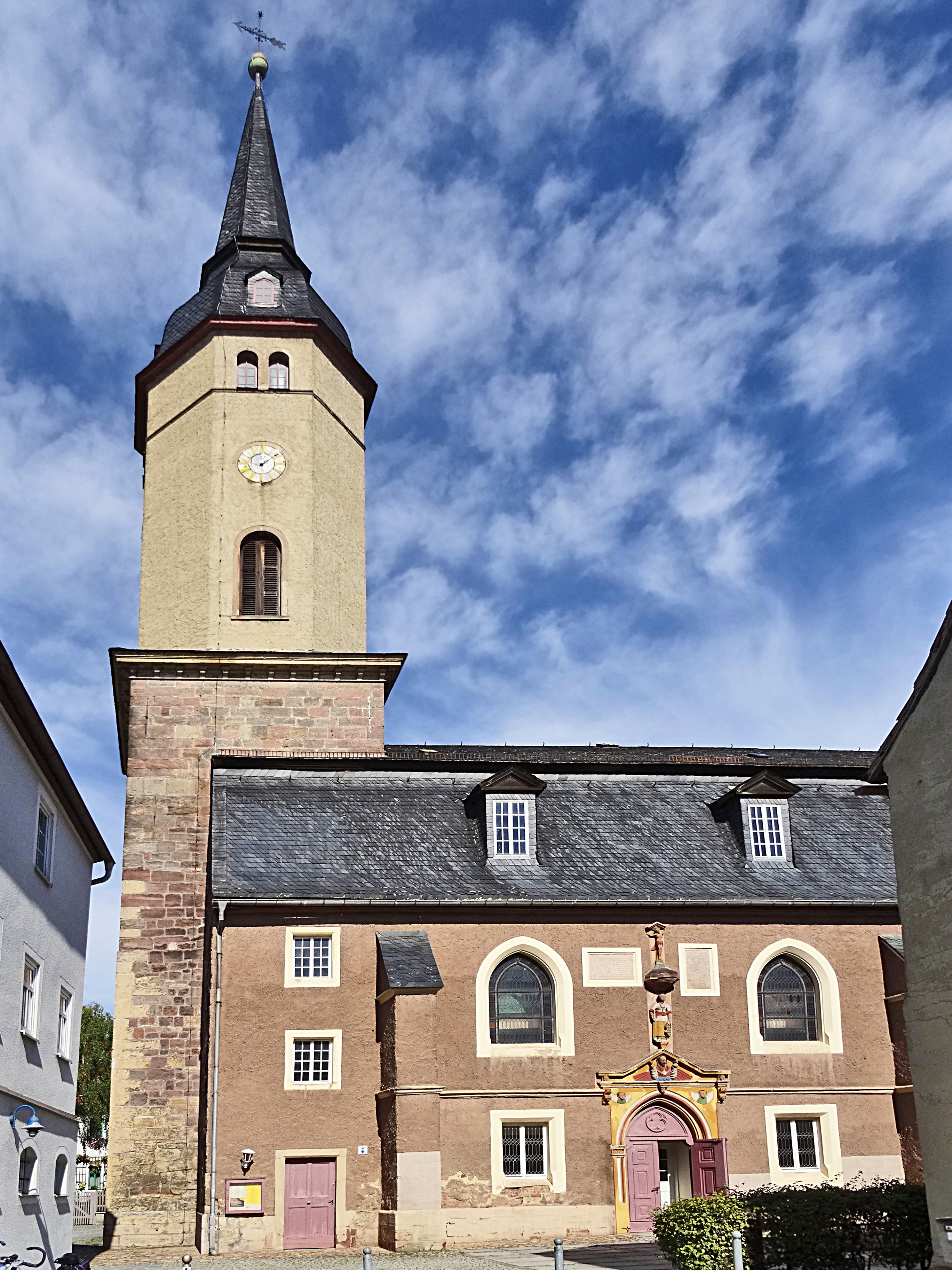
Die Kirche

Die Stadtkirche St. Johannes befindet sich am  Markt der Stadt Bürgel im Saale-Holzland-Kreis in Thüringen. Sie gehört zum Pfarrbereich Bürgel im Kirchenkreis Eisenberg der Evangelischen Kirche in Mitteldeutschland.

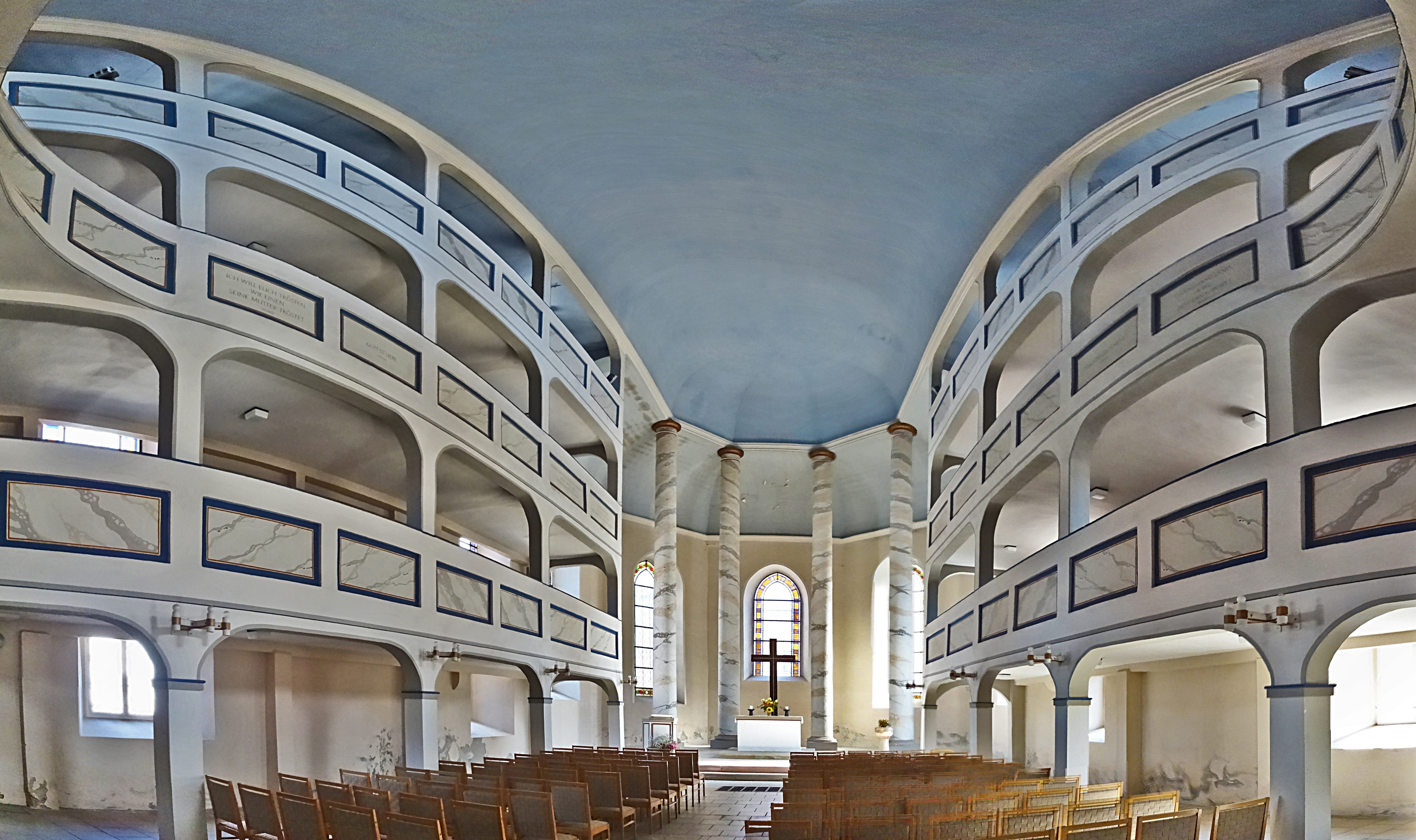
Innenraum-Panorama

## Geschichte und Architektur
Das Mauerwerk der Johanneskirche ist großenteils spätgotisch, mit polygonalem Chor. Bauinschriften weisen auf Arbeiten in den Jahren 1601 und 1682 hin. 
Das Spitzbogenportal im Süden mit profiliertem Gewände und Blendgiebel mit Christus Salvator ist bekrönt von einer Frauenfigur und einem kleinen Kruzifix. Das nördliche Spitzbogenportal mit dem kleinen Volutengiebel und dem Relief des Kreuzes ist einfach gehalten.
Im 18. Jahrhundert wurde die Kirche mit einem Mansarddach versehen und 1754–1756 innen zu einer klassizistischen Emporenhalle umgebaut. In den Seitenschiffe befinden sich jeweils drei Emporengeschosse, am Westende mit der Orgel zwei. Das Mittelschiff ist mit einer korbbogigen Segmentbogentonne gedeckt. Die Stützen an den Seiten des Mittelschiffs sind schlank. Die Decken der Seitenschiffe sind auch über den Emporen flach. Ungewöhnlich für einen protestantischen Umbau, ist der Chor (durch vier marmorierte Säulen) in Innenchor und Chorumgang gegliedert. Das Gewölbe des Innenchors setzt das des Mittelschiffs fort, aber der Chorumgang ist im Unterschied zu den Seitenschiffen mit einer Halbtonne gedeckt.
Der Westturm wurde 1812 errichtet und 1851 mit dem achteckige Turmaufsatz versehen. Weitere Veränderungen entstanden durch Umbauarbeiten von 1983 bis 1988 verändert.

## Ausstattung

### Taufstein
Der Taufstein ist aus dem 17. Jahrhundert.

### Orgel

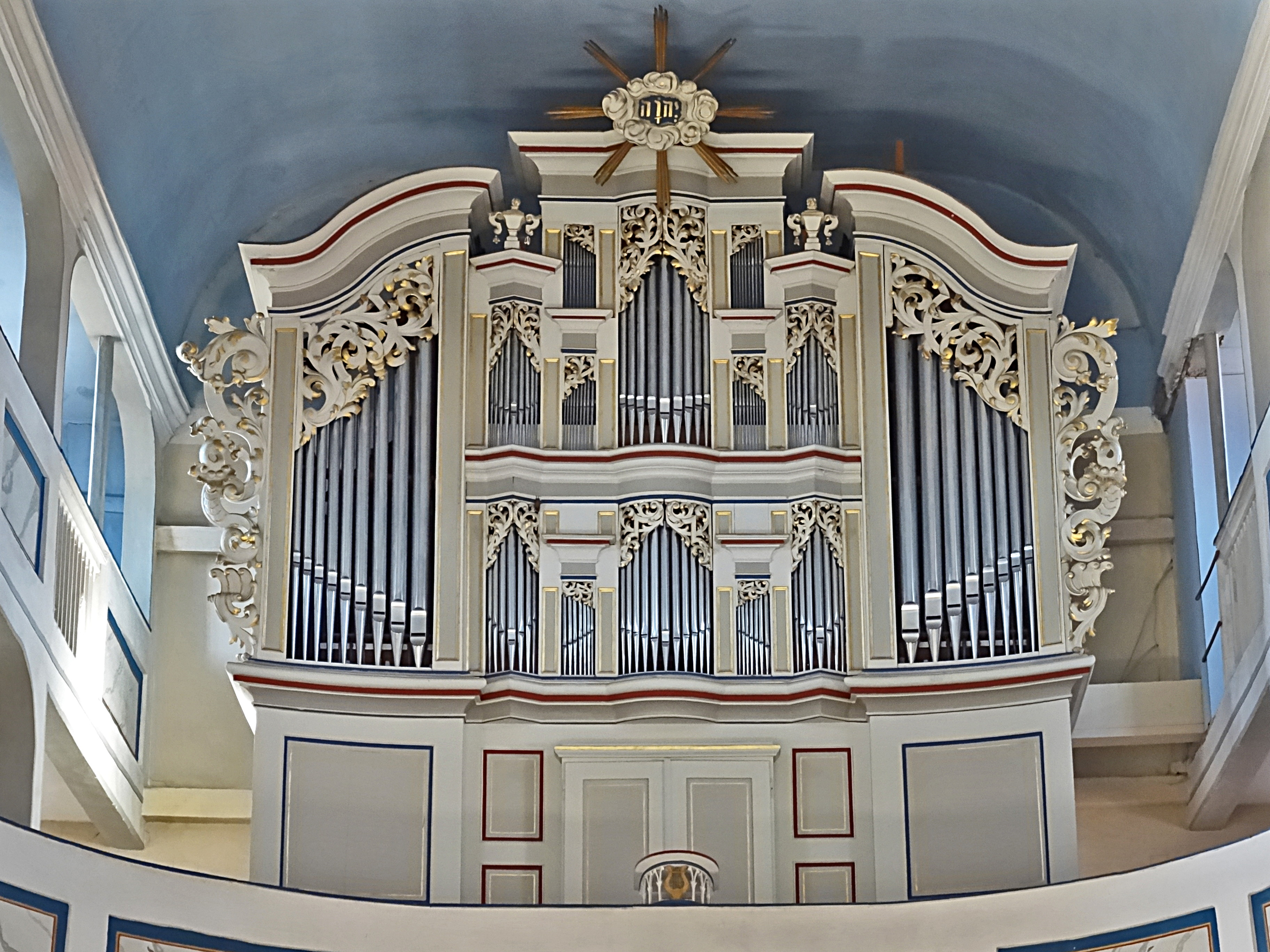
Die Orgel

Die Orgel wurde von Justinus Ehrenfried Gerhard aus Lindig 1767 erschaffen. 1876 änderte Hermann Kopp die Disposition, 1928 baute sie Hugo Schramm um, und 1996 wurde sie vom Unternehmen Hartmut Schüssler (Greiz) unter der Leitung von Thomas Wolf restauriert. Das Instrument mit mechanischer Spiel- und Registertraktur verfügt über 20 Register, die auf zwei Manuale und Pedal verteilt sind. 
Disposition
| I Hauptwerk CD–c3 |              |
| Bordun            | 16′          |
| Principal         | 8′           |
| Gemshorn          | 8′           |
| Gedackt           | 8′           |
| Octava            | 4′           |
| Rohrflöte         | 4′           |
| Quinta            | 3′           |
| Octava            | 2′           |
| Tertian II        | 1 3⁄5′+1 ⁄3′ |
| Mixtur IV         | 1′           |

| II Oberwerk CD–c3                        |       |
| Viola di Gamba                           | 8′    |
| Barem                                    | 8′    |
| Principal                                | 4′    |
| Flauto Dolce                             | 4′    |
| Waldflöte                                | 2′    |
| Quinta                                   | 1 ⁄2′ |
| Vox Humana 8' (noch nicht rekonstruiert) |       |

| Pedal CD–c1   |     |
| Principalbass | 16′ |
| Subbass       | 16′ |
| Octavenbass   | 8′  |
| Posaunenbaß   | 16′ |

- Koppeln: Manualkoppel als Schiebekoppel, Pedalkoppel Hauptwerk an Pedal
- Tremulant (noch nicht rekonstruiert)
- Zimbelstern (noch nicht rekonstruiert)